# Monte Buet
O  Monte Buet, que se encontra no  Maciço do Giffre, na Alta-Saboia na França, também é conhecido em frança por Monte Branco das Damas (em francês:  Mont Blanc des Dames").

## História do alpinismo
Este monte teve muita  importância na história do alpinismo pois que no Monte Agulha no Maciço do Vercors, no Monte Titlis mos Alpes Berneses, no Monte Buet no Maciço do Giffre e no Monte Vélan dos Alpes Peninos se efectuaram as primeiras conquistas do Maciço do Monte Branco já no século XVIII.

## Ascensões
- 1765 - primeira tentativa pelo cientista suíço Jean André Deluc e o seu irmão
- 1770 - primeira ascensão por Jean-André e Guillaume-Antoine Deluc, com Bernard Pomet; 20  Set.
- 1775 - primeira pelo lado de Vallorcine
- 1776 - Horace-Bénédict de Saussure faz observações que lhe serão úteis para preparar as que fará no Monte Branco.